# Delfagsordbog
En delfagsordbog er en fagordbog, der er udarbejdet, så den dækker ordforrådet inden for et under- eller delfag inden for et overordnet fagområde. En delfagsordbog er en underinddeling af en enkeltfagsordbog og kan sammenlignes og kontrasteres med en flerfagsordbog.
Et eksempel på en delfagsordbog er en aftaleretlig ordbog, som dækker ordforrådet inden for aftaleret, der er et område inden for jura.

## Forskellige fordele
Fordelen ved en delfagsordbog er, at den har et større leksikografisk potentiale end både en enkeltfagsordbog og en flerfagsordbog. Delfagsordbogen kan indeholde mange flere termer inden for det valgte delfagsområde på den samme plads, da den kun skal dække en del af et helt fagområde. Dette betyder også, at en delfagsordbog typisk er en maksimerende ordbog.
Set fra en faglig synsvinkel, kan en delfagsordbog indeholde mange flere faglige og sproglige oplysninger om opslagsordene (lemmata) end en enkeltfagsordbog og en flerfagsordbog af et tilsvarende omfang. Dette er især vigtigt i forbindelse med bilingvale og polylingvale ordbøger, da der også kan være behov for at give både faglige og sproglige oplysninger om ækvivalenterne.

## Relevant litteratur
- Sandro Nielsen, "Forholdet mellem alordbøger og enkeltfagsordbøger", i: R.V. Fjeld (red.): Nordiske studier i leksikografi. Nordisk forening for leksikografi 1992, s. 275-287.